# Flötufjöll
Flötufjöll är en bergstopp i republiken Island. Den ligger i regionen Austurland, 400 km öster om huvudstaden Reykjavík. 
Närmaste större samhälle är Djúpivogur, nära Flötufjöll. Trakten runt Flötufjöll består i huvudsak av gräsmarker.